# Jewhen Bułanczyk
Jewhen Nikitycz Bułanczyk (ukr. Євген Нікітич Буланчик, ros. Евгений Никитович Буланчик, ur. 3 kwietnia 1922 w Gorłówce, zm. 17 listopada 1995 w Kijowie) – ukraiński lekkoatleta startujący w barwach ZSRR, płotkarz, mistrz Europy z 1954.
Specjalizował się w biegu na 110 metrów przez płotki. Zajął 6. miejsce w finale tej konkurencji na mistrzostwach Europy w 1950 w Brukseli.
Na igrzyskach olimpijskich w 1952 w Helsinkach zajął w tej konkurencji 4. miejsce. Zwyciężył w niej na mistrzostwach Europy w 1954 w Bernie.
Trzykrotnie poprawiał rekord ZSRR na 110 metrów przez płotki, doprowadzając go do wyniku 14,1 s (21 września 1952 w Stalinabadzie).
Był mistrzem ZSRR w biegu na 110 metrów przez płotki w latach 1948-1955.
Po zakończeniu kariery zawodniczej był trenerem biegów płotkarskich.